# جامعة الكفاءات
جامعة الكفاءات (بالإنجليزية: Al-Kafaàt University) هي جامعة خاصة ومؤسسة تعليم عالي، تقع في عين سعادة، طريق الفنار في بيروت - لبنان، أنشأتها المؤسسة الأم مؤسسة الكفاءات والتي هي منظمة غير ربحية وغير طائفية وغير حكومية منذ عام 1957، تقدم برامج وخدمات إعادة التأهيل مجانا لأكثر من 1000 طفل وبالغ من ذوي الاحتياجات الخاصة سنويا.
تأسست الجامعة في عام 1999 بهدف تقديم تعليم جامعي عملي وقليل التكلفة لشباب لبنان دون أي تمييز. وتعد الجامعة الوحيدة في لبنان التي تقدم تعليماً دون عوائق في حرمها الجامعي والذي تبلغ مساحته نحو 60 ألف متر مربع.

## أقسام الكلية
تضم الجامعة أربع كليات رئيسية وهي:
1. كلية الفنون والإعلان والتي تعمل على تدريب الطلاب بطريقة إبداعية في المجالات السمعية والبصرية والإعلانية والديكور.[4]
2. كلية غسان إم باراج للأعمال تقدم مجموعة واسعة من البرامج المتوازنة أكاديمياً لتلبية احتياجات مختلف قطاعات الاقتصاد. وهي تشمل المجالات ذات الصلة مثل المحاسبة والتمويل والتسويق وإدارة الضيافة.[5]
3. كلية التكنولوجيا والتي تعمل على دفع الطلاب للحياة المهنية من خلال الإشراف على الجودة والتدريب الجامعي الذي يجمع بين النظرية والتطبيق. تدرس الكلية تكنولوجيا الصناعات الغذائية والميكانيكا والإلكترونيات وعلوم الكمبيوتر.[6]
4. كلية التربية والتي تعمل على تزويد الطلاب بتوازن بين التعليم عالي والذي يقدمه هيئة التدريس، وبين التطوير الوظيفي العملي الذي يقدمه خبراء في التربية الخاصة والتدريب.[7]

## التسجيل
يتم قبول المتقدمين الجدد للجامعة في الأول من مايو كل عام، حيث يقع مكتب التسجيل في حرم الجامعة والذي يستقبل جميع الطلاب المتقدمين طوال أيام الأسبوع من الساعة 8 صباحا حتى 7 مساء، تشترط الجامعة للتسجيل أن يكون الطلاب قد أتموا بنجاح البكالوريا اللبنانية أو ما يعادلها رسميًا واجتياز اختبار القبول، ثم تجرى المقابلة الإلزامية لجميع التخصصات وعليها يتم تحديد موعد امتحانات القبول من قبل الإدارة الأكاديمية. كما يعد امتحان القبول هو تقييم لمستوى الطالب في اللغات الأجنبية (الفرنسية أو الإنجليزية).

## روابط خارجية
- الموقع الرسمي للجامعة